# RCD Espanyol (női csapat)
Az RCD Espanyol női labdarúgó szakosztályát 1970-ben hozták létre Barcelonában. A spanyol női bajnokság másodosztályú küzdelmeiben vesz részt.

## Klubtörténet

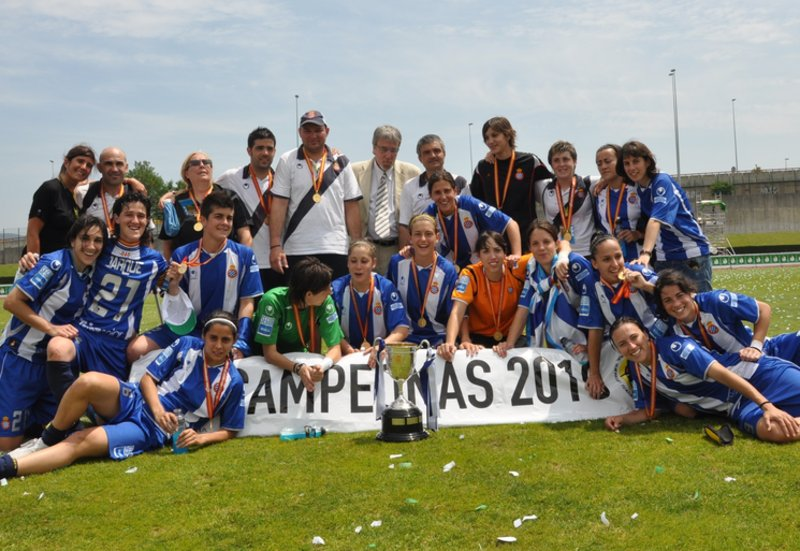
A 2010-es kupagyőztes csapat.

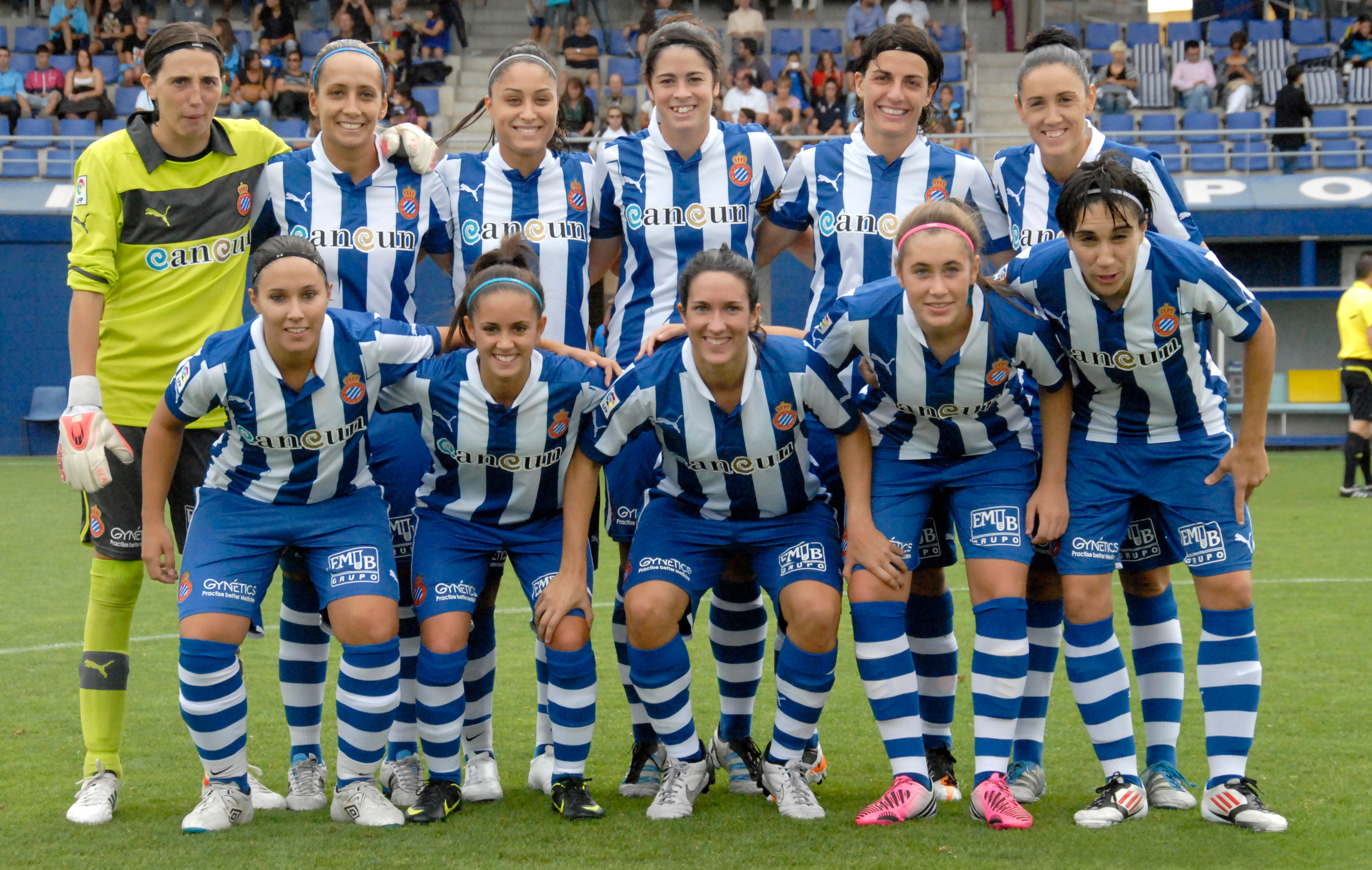
Bajnoki mérkőzésen a Barcelona ellen 2012. szeptemberében.
Felső sor, balról: María José Pons, Sónia Matias, Débora García, Marta Torrejón, Sandra Vilanova, Vanesa Gimbert.
Alsó sor, balról: María Paz Vilas, Brenda Pérez, Silvia Meseguer, Núria Mendoza, Sara Monforte.

Spanyolország első női együtteseihez csatlakozva 1970-ben Club Deportivo Español Femenino néven játszották mérkőzéseiket.
Az országos bajnokság egyik alapító tagjaként néhány szezont leszámítva (1990–91, 1992–93) az élvonalban szerepelt, két kupagyőzelmével pedig az ország egyik legmeghatározóbb klubjává váltak. A bajnokságban a harmadik helynél előrébb csak a 2005–06-os szezonban tudtak végezni, ekkor jobb gólarányuknak köszönhetően szerezték meg első bajnoki címüket, mellé pedig harmadik kupájukat is begyűjtötték.
Soron lévő két évadjukban egy második és két negyedik helyezést értek el, majd 2009-ben a bajnoki ezüsttel a negyedik kupadöntőjüket vitték sikerre, mely címet egy évvel rá újra magukénak tudhattak. 2012-ben hatodszor is magasba emelhették a Királynő-kupát, azóta azonban a középmezőnyben foglalnak helyet.

## Sikerlista
- Spanyol bajnok (1): 2005–06
- Spanyol kupagyőztes (6): 1996, 1997, 2006, 2009, 2010, 2012

## Játékoskeret
2022. szeptember 10-től
| #  |     | Poszt | Név             |
| -- | --- | ----- | --------------- |
| 1  | USA | K     | Emily Dolan     |
| 12 | ESP | K     | María Pi        |
| 13 | ESP | K     | Mar Segarra     |
| 3  | ESP | V     | Marta Turmo     |
| 4  | ESP | V     | Nuria Martinez  |
| 11 | ESP | V     | Sara Extremera  |
| 20 | ESP | V     | Noelia Villegas |
| 21 | ESP | V     | Júlia Guerra    |
| 22 | COL | V     | Daniela Caracas |
| 23 | ESP | V     | Laia Jordán     |
| 6  | CHI | KP    | Nayadet López   |
| 7  | ESP | KP    | Cristina Baudet |

| #  |     | Poszt | Név               |
| -- | --- | ----- | ----------------- |
| 14 | ESP | KP    | Chini Pizarro     |
| 16 | ESP | KP    | Judith Luzuriaga  |
| 17 | ESP | KP    | Carol             |
| 18 | ESP | KP    | Judit Pablos      |
| 19 | ESP | KP    | Aina Torres       |
| 19 | ESP | CS    | Alba Mellado      |
| 19 | ESP | CS    | Pixu              |
| 9  | RUS | CS    | Nagyezsda Karpova |
| 7  | ESP | CS    | Adriana Martín    |
| 15 | ESP | CS    | Natalia Fernández |
| 24 | ESP | CS    | Nora Fernández    |

## Korábbi híres játékosok
| - Verónica Boquete - Irene Calderón - Irene Corral - Marta Corredera - Míriam Diéguez - Elisa del Estal - Paloma Fernández - Zaira Flores - Carola García - Débora García - Nuria Garrote - Pilar Garrote - Vanesa Gimbert - Elena Julve - Bárbara Latorre - María Pilar León - María Llompart - Lombi - Vicky Losada - Núria Mendoza | - Silvia Meseguer - Mimi - Paula Nicart - Andrea Pereira - Brenda Pérez - Xènia Pérez - María José Pons - Berta Pujadas - Alexia Putellas - Montse Quesada - Emma Ramírez - Leticia Sevilla - Sara Solà - Paola Soldevila - Marta Torrejón - Anna Torrodà - Erika Vázquez - Elba Vergés - Sandra Vilanova - Mari Paz Vilas | - Kelsey Dossey - Lianne Sanderson - Vanina Correa - Marianela Szymanowski - Kenni Thompson - Manuela Lareo - Paula Myllyoja - Jamamoto Maja - Manuela Vanegas - Katherine Alvarado - Daniela Cruz - Dana Yazbeck - Kenti Robles - Deborah Rinaldi - Dulce Quintana - Sónia Matias - Cláudia Neto - Dominika Čonč - Tamila Himics - Abby Erceg |